# Cidade Operária (São Luís)
Cidade Operária é um bairro de classe média baixa da cidade de São Luís, no Brasil. Fundado em 1985 e com uma população de mais 39 mil habitantes (2010), é o bairro mais populoso da capital maranhense.

## História

### Construção
A construção do conjunto habitacional ocorreu em três fases. Na primeira fase, no período entre 1976 e 1981, ocorre o assentamento do povoado Parque Zelândia, com a prática da agricultura de subsistência em terraços e encostas fluviais.
Na segunda fase, de 1981 a 1988, ocorre o processo de construção do Conjunto Habitacional Cidade Operária nos governos de João Castelo e Luiz Rocha. Ocupando aproximadamente 860 hectares, foi considerado o maior conjunto habitacional da América Latina e foi estruturado em seis grandes unidades.
O conjunto foi feito com recursos do Banco Nacional de Habitação (BNH), durante os governos João Castelo e Luís Rocha. Planejado para 15 mil casas, foi considerado na época como o maior projeto habitacional da América Latina. Porém, só 7.500 unidades foram construídas com planejamento técnico, que contava com prédios públicos para escolas, unidades de saúde, além de áreas verde. O projeto foi orçado em Cs$ 11 bilhões.
Na terceira fase, a partir de 1988, ocorre a intensa ocupação do entorno da Cidade Operária, que deu origem a vários bairros limítrofes, como Santa Clara, Santa Efigênia, Cidade Olímpica, Jardim Tropical, Jardim América, Jardim São Cristóvão, Recanto dos Signos, Recanto dos Pássaros, dentre outros.
A construção desses conjuntos habitacionais teve como consequências ambientais o assoreamento de nascentes e de tributários dos rios Paciência e Santo Antônio, assim como o lançamento de efluentes domésticos.

### Ocupação (1986-1987)
No início de 1986, surge em São Luís uma articulação do movimento de defesa da moradia (pois o principal projeto de construção da Cidade Operaria era para abrigar as famílias de operários da Companhia Vale do Rio Doce (atual Vale S.A.) advindos de outros estados), com estratégias de realizar a invasão do conjunto habitacional Cidade Operária; um eixo de articulação composta por lideranças que surgiram a partir dos movimentos de sem-tetos, dos palafitados, seguindo uma orientação da política nacional, de movimentos populares, para cobrir um déficit habitacional.
Com a extinção do BNH, já na gestão do governador Luís Rocha (83 a 87), as casas não foram entregues. Diante desses fatos, a Cidade Operária transformou-se em um grande palanque, um espaço para banquete eleitoral. Sentavam-se a mesa advogados, jornalistas, sindicalistas, políticos tradicionais, que estimulavam o ato de invasão. As 7.500 casas foram então ocupadas.

#### Conflitos
Finalmente entre dezembro de 86 e inicio de 87, sai a lista dos mutuários contemplados e instala-se um verdadeiro clima de guerra com duas pessoas brigando por uma casa. Resultado, confusões que acabavam na polícia, em meio ao tumulto e desespero. Como em uma terra sem lei, as casas eram depredadas, sendo comuns caminhões saírem à noite carregados de portas e janelas furtadas dos imóveis.
Com o impasse sobre quem ficaria com a casa, surge a proposta de criar uma comissão dos mutuários, idealizada por Pedro Câmara. Daí é lançada em assembleia a ideia de negociação dos imóveis com a COHAB-MA.
No dia 27 de janeiro de 1987, é criada a comissão dos contemplados (mutuários) para negociar com a COHAB a entrega dos imóveis e por fim ao clima de guerra. Ao final das negociações, foi montado um plano de retirada dos ocupantes e entrega imediata aos mutuários da listagem publicada em jornais de grande circulação.
O plano de retirada foi denominado de efeito dominó. Executado pela policia, dando cobertura 24 horas. Ainda foi possível abrigar 4.000 contemplados, permanecendo 3.500 ocupantes, num duelo que a injustiça imperava dos dois lados e os oportunistas separados por um grande balcão de negócios.
No governo de Epitácio Cafeteira, entre 1988 a 1989, é feita a regularização dos moradores através de um recadastramento pela Cohab tantos do lado dos contemplados, quanto do lado dos ocupantes, com a entrega dos contratos aos moradores.

## Subdivisões
A Cidade Operária está subdividida entre:
- Unidade 201
- Unidade 203
- Unidade 205
- Unidade 101
- Unidade 103
- Unidade 105

## Economia
Com o crescimento habitacional, foi se desenvolvendo também um comércio vigoroso e o bairro se tornou um núcleo de prestação de serviços e comércio, com restaurantes, padarias, clínicas dentárias, cursos profissionalizantes, franquias de lanchonetes, lojas de moveis, roupas, laboratórios de exames, grandes redes de supermercados, dentre outros. A região contém 901 empresas registradas junto ao estado, o quinto bairro em número de empresas ativas.

## Transportes
A via mais importante do bairro é a  Avenida 203 ou Avenida Principal da Cidade Operária, que é a continuidade da Avenida Lourenço Vieira da Silva.
As linhas de ônibus da região pertencem ao Lote 3 do Sistema Integrado de Transporte em São Luís, com a maioria das linhas passando pelo Terminal da Integração do São Cristóvão.

## Educação
A Universidade Estadual do Maranhão tem um campus no bairro de São Cristóvão, no entorno da Cidade Operária.

## Saúde
O principal estabelecimento de saúde da região é o Hospital Municipal Clementino Moura (conhecido como Socorrão II) é um hospital público municipal e um dos maiores do estado no atendimento de urgência e emergência, ficando localizado no bairro Santa Efigênia, no entorno da Cidade Operária.
Há o Hospital São Luís do Servidor público Estadual (HSLZ). Também há a UPA 24 Horas Cidade Operária, Centro De Especialidades Médicas da Cidade Operária e o Centro Especializado em Reabilitação (CER) da Cidade Operária, administrados pela Emserh.

## Galeria

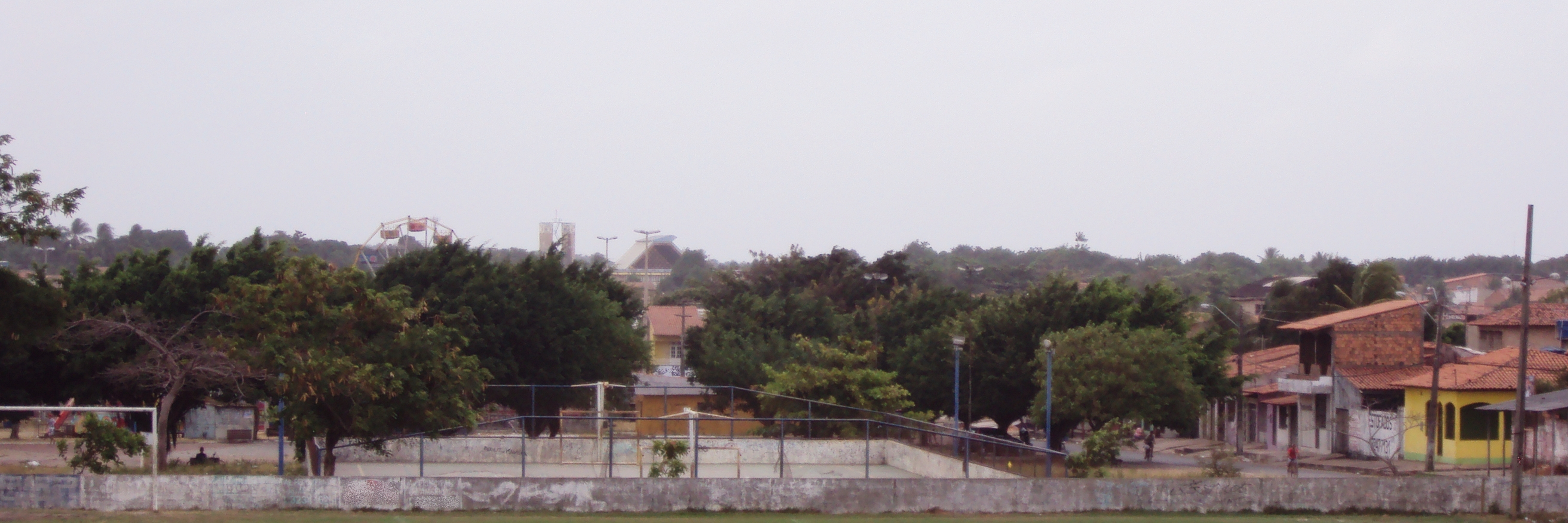
Praça do projeto Viva Cidadão conhecida simplesmente como Viva.
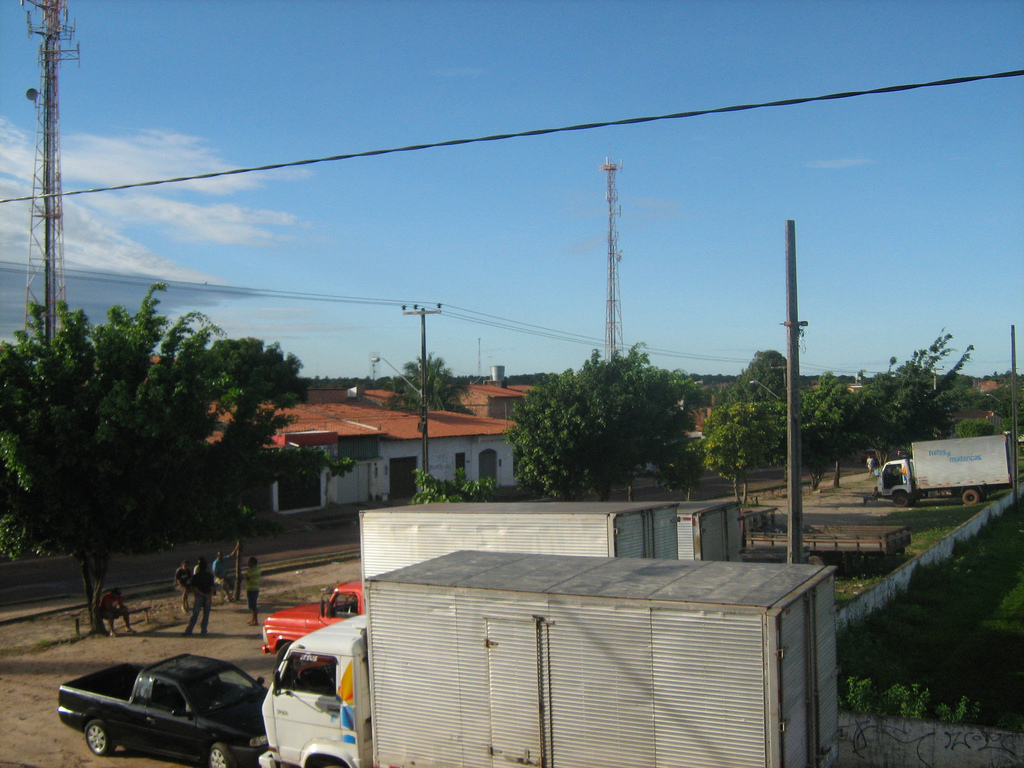

## Ver Também
- São Luís do Maranhão
- Maria Aragão, que deu nome a um importante colégio da região.